# Halemweg (metrostation)
Halemweg is een station van de metro van Berlijn, gelegen in het stadsdeel Charlottenburg-Nord. Het station bevindt zich in een rechte hoek onder de Halemweg, waaraan het zijn naam dankt, midden in een woonwijk uit de jaren 1950. Station Halemweg werd geopend op 1 oktober 1980 en is onderdeel van lijn U7.
Het metrostation werd ontworpen door Rainer Rümmler, indertijd huisarchitect van de Berlijnse metro, en heeft een eilandperron. Net als het naburige station Jakob-Kaiser-Platz kreeg Halemweg een wandbekleding van verticaal geplaatste houten panelen, die hier oranje zijn. Ook de met aluminiumplaten afgewerkte pilaren dragen de kleur oranje, waardoor het station een zeer monochroom uiterlijk heeft. Voor de stationsborden koos de architect de contrasterende kleur groen.
In het midden van het station bevindt zich een trappenhuis dat naar een bovengrondse stationshal leidt. De inbouw van een lift zal volgens de prioriteitenlijst van de Berlijnse Senaat pas na 2010 plaatsvinden. Op den duur moeten alle Berlijnse metrostations volledig toegankelijk voor mindervaliden zijn.